# Phasia grandis
Phasia grandis là một loài ruồi trong họ Tachinidae.